# Trans-1,2-diaminocyklohexan
trans-1,2-Diaminocyklohexan je organická sloučenina se vzorcem C6H10(NH2)2. Používá se na přípravu chirálních ligandů používaných jako katalyzátory v asymetrické syntéze. Získává se hydrogenací o-fenylendiaminu, při které vzniká společně s cis-izomerem. Rovněž může vzniknout jako vedlejší produkt při hydrogenaci adiponitrilu. Racemický trans-izomer lze rozdělit na enantiomery (směs (1R,2R)-1,2-diaminocyklohexanu a (1S,2S)-1,2-diaminocyklohexanu v poměru 1:1) pomocí enantiomerně čisté kyseliny vinné.

## Odvozené ligandy
Z (1R,2R)- nebo (1S,2S)-1,2-diaminocyklohexanu lze připravit další ligandy, jako jsou analogy salenu, používané při Jacobsenově epoxidaci, a kyselina diaminocyklohexantetraoctová.